# Petrine Sonne
Johanne Petrine Møller, conocida como Petrine Sonne (25 de noviembre de 1870 – 26 de mayo de 1946) fue una actriz teatral y cinematográfica danesa.

## Biografía
Nacida en Copenhague, Dinamarca, su verdadero nombre era Johanne Petrine Møller. 
Debutó como actriz teatral en el Folketeatret en 1892, trabajando posteriormente en el Teatro Casino de Copenhague, el Frederiksberg Teater, el Det Ny Teater entre 1911 y 1927, y de nuevo en el Folketeatret desde 1927 hasta el momento de su muerte. Así mismo, Sonne fue muy activa en el medio radiofónico.
Era hermana del actor y dibujante Valdemar Møller.
Petrine Sonne falleció en Vedbæk, Dinamarca, en 1946.

## Selección de su filmografía
- En Kvinde af Folket– 1909
- Du skal ære - – 1918
- Barken Margrethe af Danmark – 1934
- København, Kalundborg og - ? – 1934
- Fange nr. 1 – 1935
- Millionærdrengen – 1936
- Bolettes brudefærd – 1938
- Alle går rundt og forelsker sig – 1941
- Thummelumsen – 1941
- En mand af betydning – 1941
- Tag til Rønneby kro – 1941
- Tobiasnætter – 1941
- Tror du jeg er født i går? – 1941
- En herre i kjole og hvidt – 1942
- Et skud før midnat – 1942
- Hans onsdagsveninde – 1943
- Bedstemor går amok – 1944
- Biskoppen – 1944
- Det kære København – 1944
- Mordets melodi – 1944
- Otte akkorder – 1944
- Spurve under taget – 1944
- To som elsker hinanden – 1944
- Man elsker kun een gang – 1945
- Billet mrk. – 1946